# Freimaurerloge Ålesund

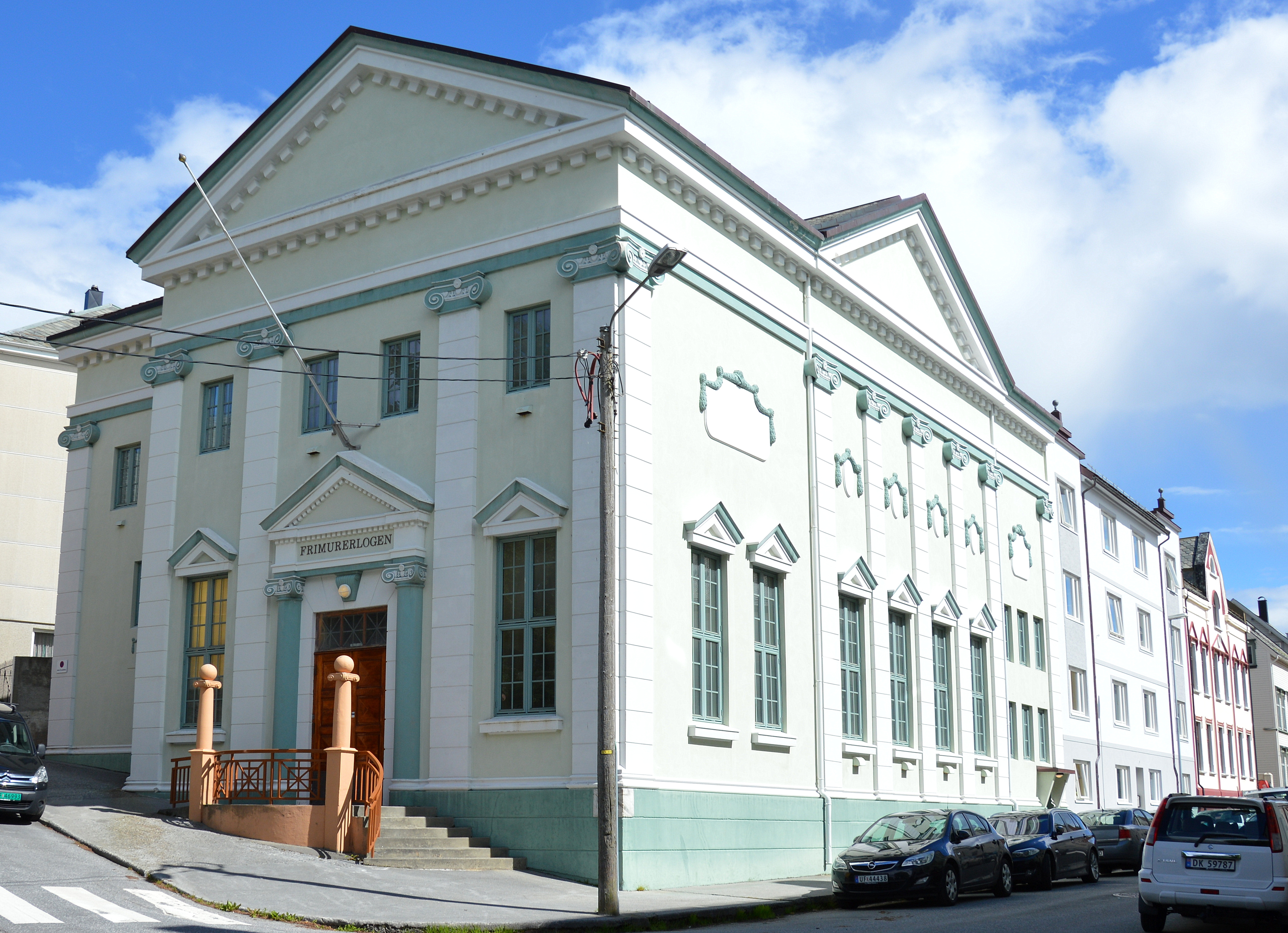
Freimaurerloge Ålesund

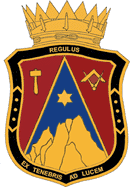
Wappen der Loge

Die Freimaurerloge Ålesund ist ein Logengebäude der Freimaurer in der norwegischen Stadt Ålesund. Die zum Norwegischen Freimaurerorden gehörende Loge St. Johanneslogen Regulus befindet sich in der Innenstadt von Ålesund in der Prestegata auf der Insel Aspøy.

## Architektur und Geschichte
Im Jahr 1919 beschloss man, die schon bestehende Verbindung zur vollwertigen St.-Johannes-Loge zu erheben. Eine geeignete Räumlichkeit sollte beschafft werden. Dafür wurde 1921 das heutige Grundstück erworben.
Das repräsentativ gestaltete zweigeschossige Gebäude wurde in den Jahren 1922/23 nach Plänen des Architekten Jens Ludvig Paul Flor im Stil des Neoklassizismus errichtet. Der Eingang befindet sich auf der Westseite, wird von Halbsäulen flankiert und von einem Dreiecksgiebel überspannt.
Die Innengestaltung wurde vom Architekten Nils Ryjord entworfen. Die Einweihung des Gebäudes erfolgte am 26. Januar 1924, die Erhebung zur selbständigen Loge St. Johanneslogen Regulus am 27. Februar 1924. Während der deutschen Besetzung Norwegen war das Gebäude von 1940 bis 1945 von der Besatzungsmacht requiriert.